# Sentosa
Sentosa – wyspa w południowej części Singapuru. Popularne miejsce wypoczynkowe i turystyczne. Połączona jest z lądem stałym przy pomocy mostu oraz kolejki linowej.

## Atrakcje turystyczne
W czasach obecnych wyspa pełni rolę centrum rozrywki i wypoczynku. Znajdują się na niej między innymi:
- Kasyno
- Liczne ośrodki wypoczynkowe
- Tiger Sky Tower – wieża obserwacyjna wznosząca się 131m nad poziom morza
- Delfinarium
- Akwarium
- Statua Merlion
- Park rozrywki Universal Studios
- Park linowy MegaZip Adventure Park ze zjazdem o długości ponad 450 metrów.
- Kolejka grawitacyjna – dwa tory o długości 650 i 688 metrów.
- Plaże

Ponadto na plażach Sentosa organizowane są jedne z największych w Singapurze imprez sylwestrowych.
12 czerwca 2018 w odbyło się tutaj pierwsze spotkanie przywódców Stanów Zjednoczonych i Korei Północnej Donalda Trumpa i Kim Dzong Una.

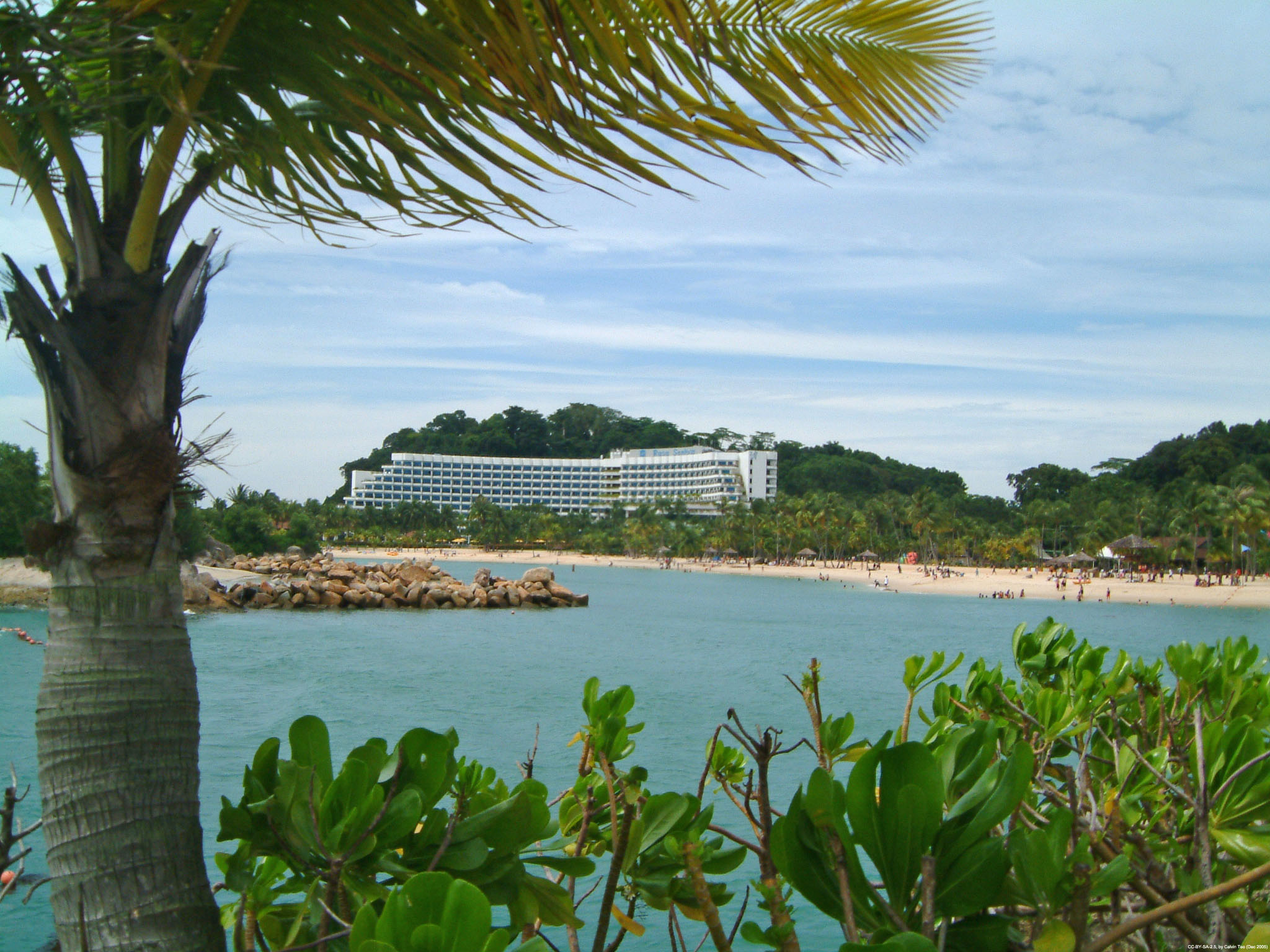
Sentosa
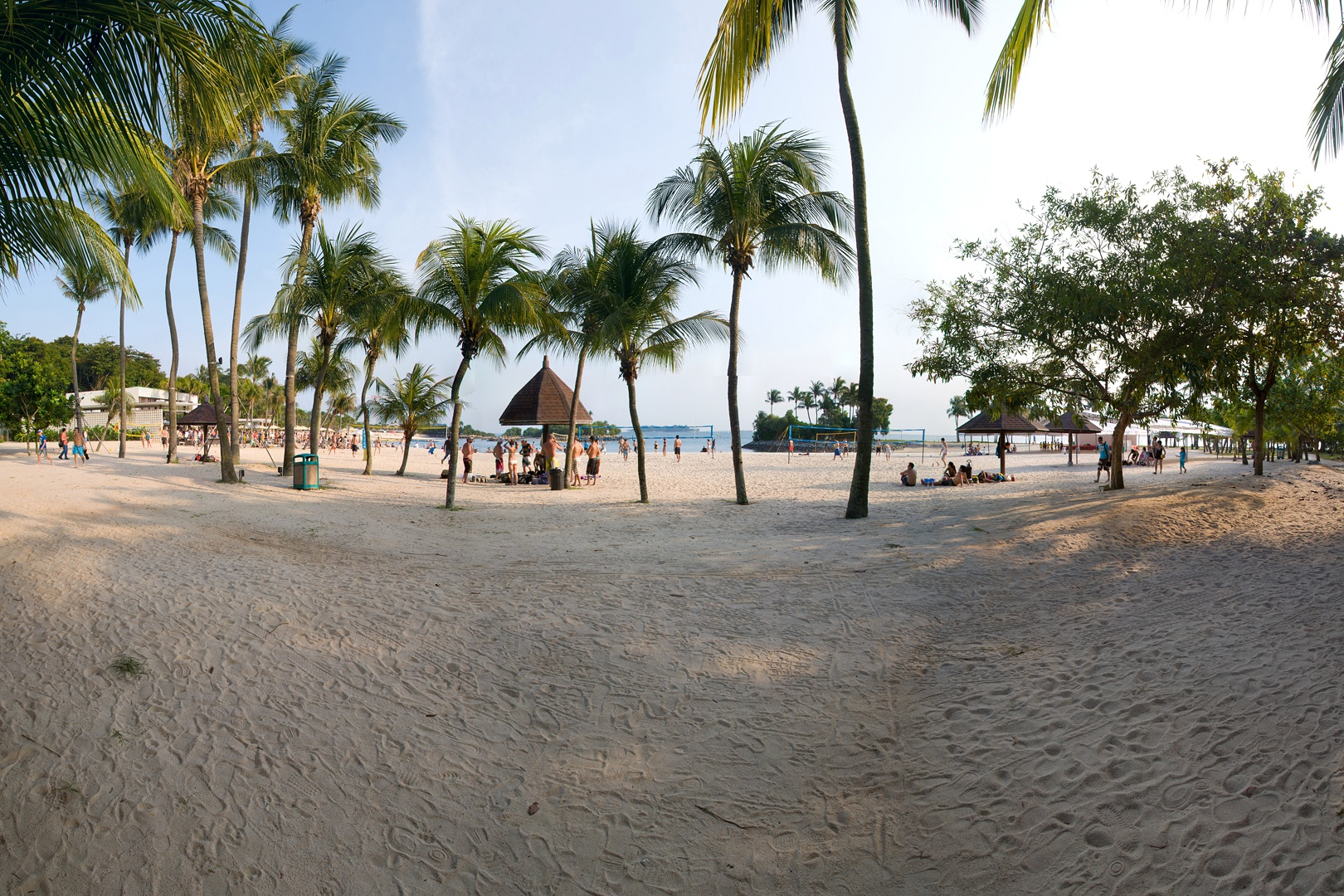
Tanjong Beach
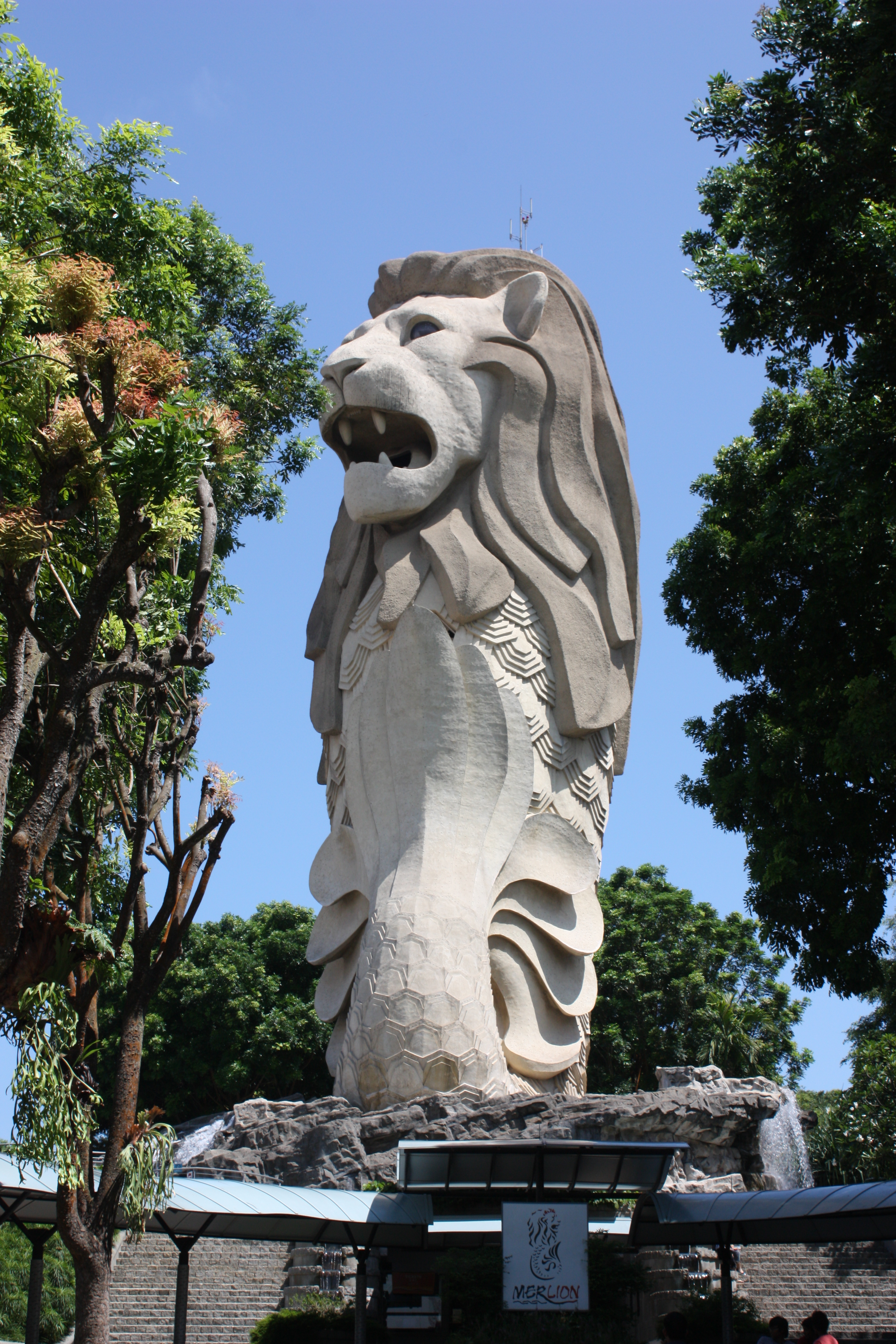
Merlion na wyspie Sentosa
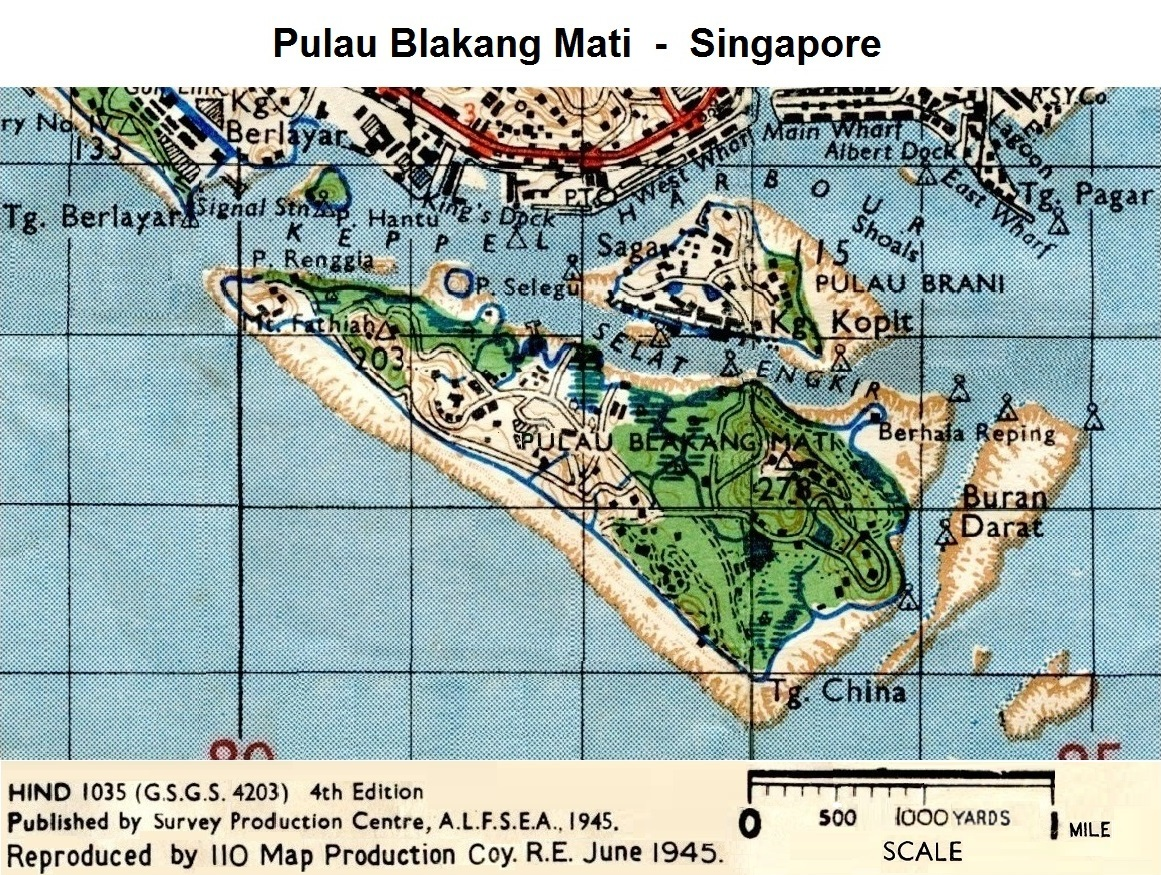
Mapa wyspy z 1945